# Aaskov
Aaskov, ook Åskov gespeld was tot 2007 een  gemeente in Denemarken. De gemeente maakte deel uit van de provincie Ringkjøbing.  De oppervlakte van de oude gemeente bedroeg 238,84 km². De gemeente telde 6999 inwoners. Hoofdplaats was Kibæk. Sinds 1 januari 2007 hoort de Aaskov bij vergrote gemeente Herning.

## Geboren
- Kristian Bak Nielsen (20 oktober 1982), voetballer